# 四至本博
四至本 博（ししもと ひろし、1949年 - ）は、岐阜県出身の日本の元アマチュア野球選手（内野手、外野手）。

## 経歴
倉敷商業高校に入学するが、親の転勤で岐阜商業高校に転入。岐阜商では二塁手として、1967年春の選抜に出場。2回戦（初戦）でエース細野節治（三菱名古屋）が明星高の平野光泰と投げ合い、1-0で完封勝利。しかし準々決勝では津久見高の吉良修一に完封負けを喫する。高校同期に外野手の坂英男（南海）がいた。
卒業後は中央大学へ進学。東都大学野球リーグでは、1970年秋季リーグで1年上のエース杉田久雄を擁し優勝、ベストナイン（外野手）に選出される。他の1年上のチームメイトに石渡茂がいた。同年の第1回明治神宮野球大会に出場するが、2回戦で東海大に敗退。1971年春季リーグでは首位打者となり、2度目のベストナインに選出される。大学同期に榊原良行がいた。
大学卒業後は社会人野球の日立製作所に進み、右翼手、二番打者として活躍。1972年の東京スポニチ大会では、準々決勝で電電東京の渡辺節朗に完封を喫するが、首位打者となり優秀選手賞を獲得。1973年の都市対抗ではエース佐藤博を擁し勝ち進む。しかし日本鋼管との準決勝では投手陣が打ち崩され大敗。同大会の優秀選手賞を獲得。同年のインターコンチネンタルカップ日本代表となり、社会人ベストナイン（外野手）にも選出された。1974年の社会人野球日本選手権でも準々決勝に進むが、三菱重工広島に敗退。1978年に引退。